# パールアンドハーミーズ環礁

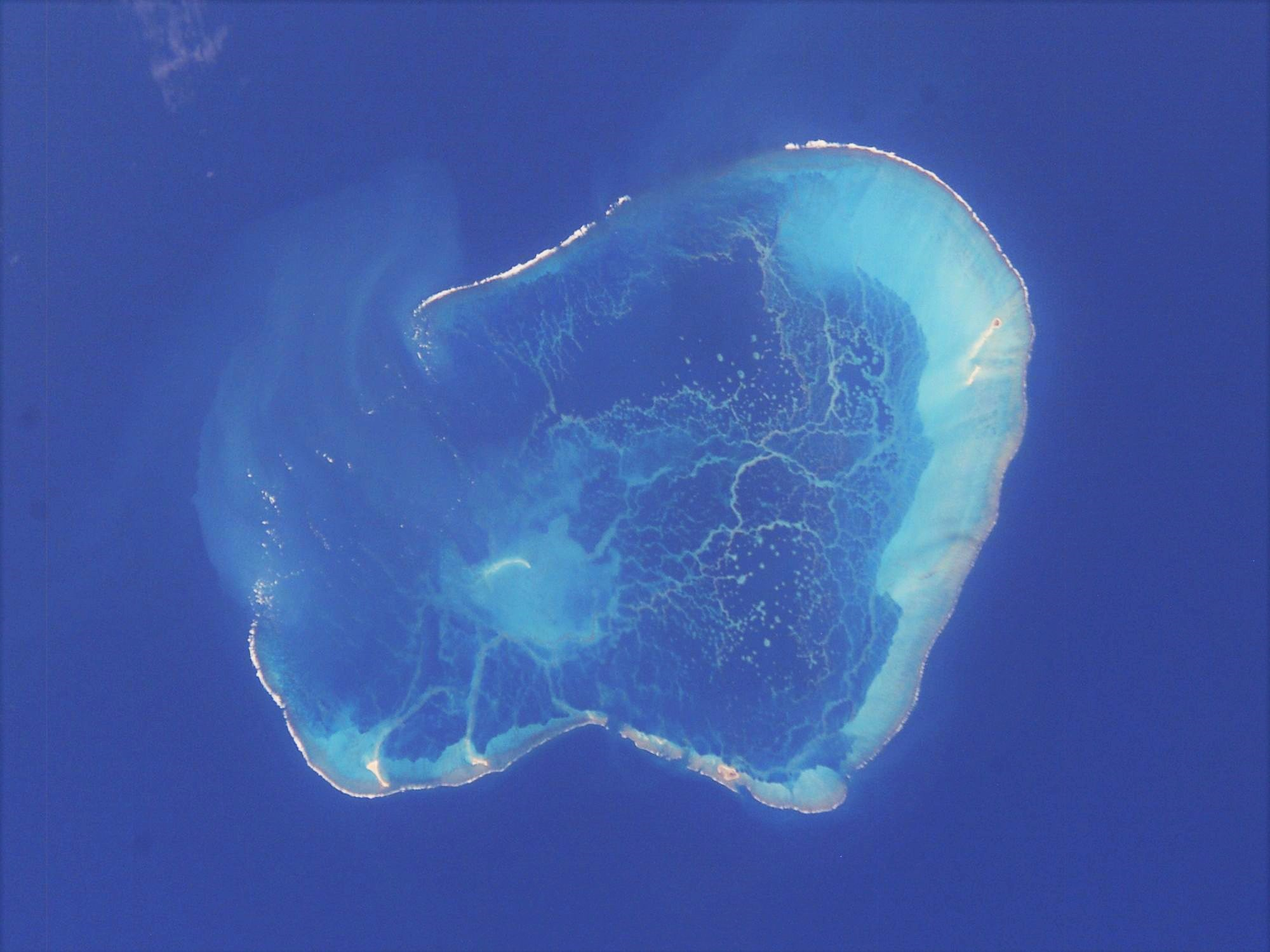
パールアンドハーミーズ環礁の空中写真

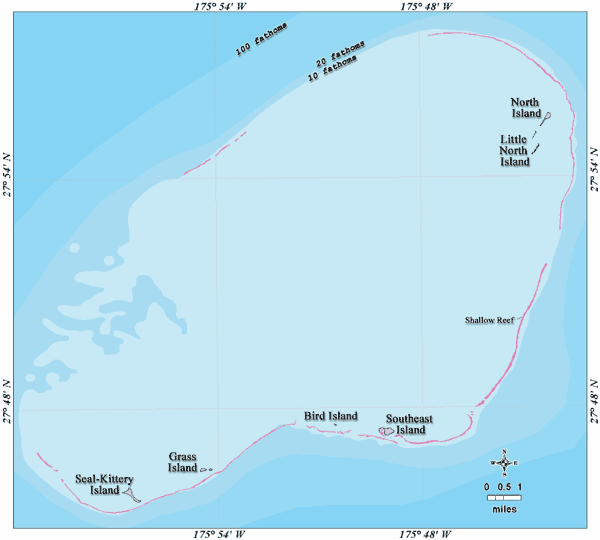
アメリカ海洋大気局による海底地形図

パール・アンド・ハーミーズ環礁（パール・アンド・ハーミーズかんしょう、Pearl and Hermes Atoll、ハワイ名：Holoikauaua）は、北西ハワイ諸島の北部に位置する環礁である。1822年にイギリスの捕鯨船パール号とハーミーズ号の2隻が難破したことから、この名前が付いた。
砂でできた島がいくつかあり、その外側には大規模な珊瑚礁が発達している。島の面積はすべて合計すると359,975m2である。
1927年にウィリアム・グレイグ・アンダーソンがマグロ漁業の際にこの近辺で真珠棚を発見し、これをきっかけに環礁での事業活動が開始された。真珠採取事業は2、3年しか続かなかった。その後、ハワイ政府はこの地を禁猟区としすべての事業活動を禁じた。
2006年6月、ブッシュ大統領は環礁を含む北西ハワイ諸島を「北西ハワイ諸島ナショナル・モニュメント」に制定した。

## 構成する島々
- North Island
- North Little Island
- Southeast Island
- Bird Island
- Grass Island
- Seal-Kittery Island

## 龍睡丸の漂流
1899年（明治32年）5月20日、日本の帆船龍睡丸が時化に遭い、パールアンドハーミーズ環礁で座礁・難破した。乗組員16名は近くの無人島に上陸し、3カ月以上生活した後、全員生還した。この話は後に、大道寺謙吉『龍睡丸漂流記』（明治36年刊）や、須川邦彦『無人島に生きる十六人』（少年誌「少年倶楽部」昭和16年～昭和17年連載、昭和18年単行本化）に描かれた。生還者が語った島の形状からこの島はSoutheast Islandと推測される。